# Honda NSX
O NSX é um automóvel esportivo, produzido pela Honda. Nos EUA, foi vendido pela Acura, subsidiária da Honda. Seguindo o exemplo da tradição inerente a certas marcas europeias, como Ferrari, Porsche e Lamborghini, a Honda juntou neste modelo trabalho de engenharia, tecnologia de ponta e alta qualidade de construção. A origem do NSX remete ao ano de 1984, com o conceito HP-X (Honda Pininfarina eXperimental), que foi um esportivo de motor central-traseiro 3.0L V6. A Honda comissionou o projeto com a intenção de alcançar ou exceder a performance do motor V8 das Ferrari, oferecendo confiabilidade e performance a um custo menor. Com esta receita a Honda colocava nas ruas, em 1990, o NSX – esportivo de dois lugares e motor central-traseiro, produzido de forma quase artesanal pela marca japonesa. Suas inovações começam pela carroceria toda em alumínio, o mesmo material utilizado nos braços de suspensão e na estrutura dos bancos. O resultado é um alívio de peso da ordem de 200 kg. É considerado por muitos e pelos japoneses como a Ferrari japonesa. O conceito evoluiu e teve seu nome trocado para NS-X, iniciais correspondentes a "New", "Sportscar" "eXperimental" (em português, Novo Carro Esportivo Experimental), embora o modelo de produção tenha sido lançado com a grafia NSX.

## O Carro
O NSX foi desenvolvido pela equipe liderada pelo Chefe de Design Masahito Nakano e pelo Chefe Executivo de Engenharia Shigeru Uehara. O projeto da cabine foi inspirado no caça americano F-16, com ênfase na ampla visibilidade. As linhas agressivas, com faróis escamoteáveis, grandes tomadas de ar laterais e lanternas que ocupam toda a largura da traseira, são as mesmas desde o lançamento e parecem não envelhecer. Apenas as rodas, que ganharam novo desenho e uma polegada a mais de diâmetro (antes 15 pol. à frente e 16 atrás, agora 16 e 17 pol.), e o spoiler dianteiro foram modificados, em 1997. Um teto removível foi introduzido na versão NSX-T (targa), lançada em 1995, que recebe tratamento aerodinâmico para que o fluxo de ar seja desviado dos passageiros. O interior buscou, mais que espaço, conforto e facilidade de uso. O painel, completo, inclui voltímetro e manômetro de óleo. Os principais comandos estão junto ao volante e há controle automático de velocidade e da temperatura do ar-condicionado. Os bancos são revestidos em couro e possuem ajuste elétrico. Um sistema de som Bose, com falantes projetados para perfeito balanceamento (os mais próximos dos ocupantes não se sobrepõe aos mais distantes), completa a atmosfera interna.
Mas o melhor do Honda NSX se esconde sob o capô, ou melhor, atrás dos bancos. Além do motor 3.0 V6 DOHC de  283cv (280 hp) a 7.100 rpm, lançado inicialmente, a partir de 97 passou a oferecer um 3.2 de 298cv (294hp) – de série na versão norte-americana, vendida sob a marca Acura, com câmbio manual (no Japão desenvolvia 283cv (280hp) por obrigação da legislação de lá). Em nome da eficiência, as bielas são de titânio (tecnologia patenteada Honda para carros de rua) e os cilindros utilizam uma nova liga com fibra de alumínio-carbono. O novo coração é capaz de levá-lo de 0 a 100 em 5,4 segundos e a velocidade de 281 km/h. A versão com câmbio automático mantém o motor de 3 litros, numa configuração mais "mansa" de 321cv, ainda assim suficiente para 310 km/h. Apesar do aumento de cilindrada, o novo motor ainda ficou 2,4 kg mais leve que o antigo.
Um recurso técnico lançado no NSX e hoje estendido a vários modelos Honda, mas que não perde seu atrativo, é o VTEC – Variable Valve Timing and Lift Electronic Control, ou controle eletrônico variável dos tempos de distribuição e levantamento de válvulas. Cada par de válvulas tem três ressaltos, dois mais "mansos" nas extremidades e um mais "bravo" no centro. Em rotações baixas e médias, apenas os ressaltos externos trabalham. A partir de 5.800 rpm, o computador do sistema comanda um aumento da pressão do óleo que coloca em funcionamento o ressalto central, modificando a abertura e o levantamento das válvulas. Ao VTEC se alia o VVIS – Variable Volume Induction System, ou sistema de admissão de volume variável –, que altera o coletor de admissão, otimizando o torque em baixos regimes e a potência em alta rotação.
O novo motor veio acompanhado de sistema de escape redesenhado, com catalisador mais à frente (para entrada em ação mais rápida sob baixas temperaturas), e um câmbio manual de seis marchas com relações próximas entre si (close ratio). O curso foi reduzido em 10% e os sincronizadores são duplos para as quatro primeiras marchas. O câmbio automático SportShift também é novo: pode ser operado manualmente por comandos junto ao volante, com um controle eletrônico para inibir mudanças que possam causar excesso de rotações.
Para transmitir toda a potência para o solo, o diferencial é autobloqueante e há o sistema TCS – Traction Control System – de controle de tração, desligável por botão no painel. Rodas e pneus ficaram mais largos com o motor de 3,2 litros. Houve aperfeiçoamentos também nos freios, com discos maiores e sistema antitravamento revisto, e na direção, cuja assistência é elétrica e não ligada mecanicamente ao motor. As suspensões mantêm o esquema de braços superiores e inferiores triangulares.
Tudo isso vinha coberto, por uma garantia de quatro anos ou 100 mil quilômetros.

## Desenvolvimento
O conceito do carro envolveu em um protótipo conhecido como NSX, cuja sigla quer dizer "New Sportscar eXperimental". Poucos sabem mas o piloto brasileiro Ayrton Senna contribuiu para o desenvolvimento do projeto base do protótipo NSX na fase de testes. Isso se deu durante o acordo feito entre a montadora Honda que se mantinha como fornecedora de motores para equipe McLaren . Ayrton contribuiu realizando vários testes de desempenho e controle durante longas sessões no Circuito de Suzuka. O tricampeão também teve um NSX preto que a Honda deu de presente para ele com a placa BSS 8888, placa essa em que Ayrton tinha como apelido de Beco Senna da Silva.

## Galeria
- Primeira geração (1990-2005)
- Primeira geração pós facelift (2002-2005)
- Segunda geração (2016-presente)
- Primeira geração (24 Horas de Le Mans)
- Primeira geração (Super GT)